# Ceratozaver
Ceratozaver (znanstveno ime Ceratosaurus) je bil mesojedi dinozaver. Živel je pred 150 milijoni let v obdobju jure, v nekaterih regijah Severne Amerike in v Evropi. Življenjski prostor si je delil z večjim alozavrom. Ta velik in hiter dinozaver z ostrimi zobmi in močnimi čeljustmi je bil strah in trepet vseh rastlinojedih dinozavrov. Njegovo ime pomeni rogati kuščar. Funkcija tega roga še do danes ni razjasnjena.
Prvega ceratozavra so odkrili leta 1833 v Koloradu. Ravno takrat sta se paleontologa Marsch in Cope prepirala o tej živali in ta spor je znan kot ameriški boj za kosti.

## Značilnosti
| Osnovni podatki                                      |
| ---------------------------------------------------- |
| Dolžina: 6 metre                                     |
| Višina: 2.5 metrov                                   |
| Teža: največ 1 tona                                  |
| Življenjski prostor: Subtropski                      |
| Hrana: mali in srednje veliki rastlinojedi dinozavri |

Kot vsi mesojedi dinozavri je bil tudi ceratozaver biped (dvonožec). Imel je močne noge z velikimi stopali in kremplje kot ptice. Na vsaki nogi je imel 4 prste vendar so telesno težo nosili le srednji trije prsti. Roke, ki so bile opremljene s 4 krempljastimi prsti, so bile tako kratke, da so segale komaj do gobca. Imel je neverjetno močno hrbtenico. Njegov rep je bil od kolkov gibljiv. Ko je ceratozaver tekel, se je držal vodoravno in je imel močno iztegnjen rep, ker je z njim lovil ravnotežje. Glavo je imel zelo visoko in dobro razvito spodnjo čeljust z močnimi mišicami, v kateri so bili nameščeni ostri, koničasti zobje. Močne zobe je potreboval za ubijanje in trganje plena. Imel je ozko glavo z odprtinami za oči, zato je imel več prostora za prežvekovalne mišice. Zgoraj na glavi so mu zrasle kostne izbokline in na gobcu pravi mali rog. Zgrajen je bil iz kostne snovi in pokrit s plastjo roževine.

## Prehranjevanje
Ceratozaver je imel enostavno telesno zgradbo, mišičaste noge so bile zelo močne in hrbtenica je bila zelo vzdržljiva, kar mu je omogočilo hiter tek. Prav zato je lahko ujel številne rastlinojede dinozavre. Lovil je verjetno v skupinah. Med njegov plen so najbrž sodili še oklepljeni stegozavri in rastlinojedi dinozavri. Verjetno je bil ceratozaver premajhen, da bi se kosal z najbolj znanimi zavropodi tistega časa. Mednje spadajo denimo apatozaver, brahiozaver in superzaver. Ti dinozavri so bili ogromni (visoki do 30 metrov), zato je bil ceratozaver, ki je bil visok 6 metrov, v primerjavi z njimi majhen. Zavropodi so zanj predstavljali vir hrane le v obliki mrhovine.

## Razmnoževanje
Verjetno je samec ceratozavrov uporabljal svoj rog pri dvorjenju samici. V času parjenja so samci ponosno hodili okrog in se razkazovali, posebno njihov edini rog, samo da bi privabili samico za parjenje. Verjetno so vodili navidezne boje, z rogom grozili tekmecu in se z glavami zaletavali drug v drugega. Samica si je za parjenje izbrala dominantnega samca. Ni popolnoma jasno, kako so se parili. Verjetno je samica valila jajca, čeprav med fosili niso našli nobenega jajca.